# KatjaKaj og BenteBent
JuanaJuani y TinaToni (KatjaKaj og BenteBent, en la versión original Danesa, y JenniferJohn y BritneyBob en España) es una serie televisiva animada danesa de Anders Morgenthaler, que fue estrenada en el año 2001. La serie consta de 26 episodios de cinco minutos y cuenta la vida de dos personas muy excéntricas.
Serie los guiones fueron hechos por el diseñador Jan Solheim y el animador Jacob Ley. Se han hecho libros kindle de los siguientes episodios:
- En la playa (el título fue cambiado por: porqué no hacer un oso polar de arena en la playa)
- ¿Por qué los ángeles no tienen alas?
- ¿Que tiene de malo usar un ñu como changuito de las compras?
- Pepe pirata, un primo o algo así
- ¿Que hacer con un perrito gordo?
- Rescatando a Lisbeth, la mariquita. (Nota: este vigésimo séptimo episodio no está incluida en la serie televisiva).

## Personajes
- JuanaJuani es bajo y regordete, vestido con una camisa de color azul brillante. Él tiene las piernas muy cortas.
- TinaToni es alto y delgado, vestido con una camisa naranja del mismo tipo que Juanajuani. Él tiene una nariz larga y puntiaguda. Sus piernas son tan cortas como las de JuanaJuani, es decir principalmente de la longitud del cuerpo.
- Pepe pirata es una persona disfrazada de pirata que finge que lo atacan y parece que Pepe es una persona traviesa, aparece en los episodios, Pepe pirata se hace adulto, RoButlerX se reúne por igual, ¿quien se sienta en el sofá?, Pepe pirata, un primo o algo así y la Corta Historia de TinaToni.

### Personajes secundarios
- La Señora de la Heladería es una mujer que vende helados en el episodio, La Plata no Crece en los Árboles, vio a JuanaJuani y TinaToni con su propio dinero y se rio, antes JuanaJuani y TinaToni le pidieron envuelto mayor y la Señora de la Heladería se enojó mucho.
- El Tiempo es un reloj que entró a la casa de JuanaJuani y TinaToni para armar un barco pirata del año 1778, apareció en el episodio, A Donde Fue a Parar el Tiempo.
- Leonardo-nardo es el hombre del almacén que consiguió la novia para el televisor, el episodio, La Historia sobre el Televisor que Consigue Novia. y que está vestido de rey en el episodio Las flechas aspiradoras y la mitad del reino.
- El Monje de las Botellas aparece en el episodio, El Monje de las Botellas. Este hombre mete todo lo que encuentra en una botella, por ejemplo, mete una pera del peral de JuanaJuani y TinaToni. Le Gusta Mucho la Cerveza.
- Los 2 Ángeles Gordos sin Alas Estos aparecen en el Episodio, ¿Porqué los ángeles no Tienen Alas?. Son un par de ángeles gordos que saludaron a JuanaJuani y TinaToni mientras volaban por el Cielo.
- Guzmán es un hombre amigo de JuanaJuani y TinaToni y tiene muchas prótesis, que le presta a JuanaJuani y a TinaToni para jugar. Aparece en el episodio, El Ojo en el Cuello
- El Abuelo es el abuelo de JuanaJuani y TinaToni que les contó una historia de cuando era un niño, en el episodio, Cuando yo era Chico.
- Augusto es una verdura, una berenjena que en el episodio, Cuando uno Encuentra una Verdura, se cayó del carrito de una anciana mientras lo llevaba para hacer un estofado.
- El queso viejo es un queso inquieto y parlante que aparece en el episodio El Queso Viejo.
- Los 13 ayudantes azules son trece personas vestidas de azul que ayudan a JuanaJuani y TinaToni cuando fueron a explorar al bosque.

## Episodios
1. ¿Qué Tiene de Malo usar un Ñu como Changuito de Compras?
2. En La Playa
3. Había una Vez una Nubecita
4. ¿A Donde Fue a Parar el Tiempo?
5. Ave Muerta y su Fantasma
6. Ahora Vamos a Ver la Televisión
7. Pepe Pirata, un Primo o algo así
8. ¿Qué Hacer con un Perrito Gordo?
9. La Plata no Crece en los Árboles
10. ¿Quién se Sienta en el Sofá?
11. Cuando Uno Encuentra una Verdura
12. ¿Porqué los Ángeles No Tienen Alas?
13. 13 Ayudantes Azules
14. La Historia sobre el Televisor que Consigue Novia
15. El Monje de las Botellas
16. RoButler X se Reúne a la Par
17. Las flechas aspiradoras y la mitad del reino
18. Blanquito y el Sótano Oceánico
19. El Ojo en el Cuello
20. Pepe Pirata se Hace Adulto
21. La Historia del Narrador
22. La Corta Historia de TinaToni
23. Televisores del Zoológico
24. Guerra de Dibujo
25. Cuando yo era Chico
26. El Queso Viejo

- Datos: Q10544374